# Малая Плавуча
Малая Плавуча (укр. Мала Плавуча) — село в Козовской поселковой общине Тернопольского района Тернопольской области Украины.
До 2020 года входило в Козовский район.
Код КОАТУУ — 6123085801. Население по переписи 2001 года составляло 489 человек.

## Географическое положение
Село Малая Плавуча находится на левом берегу реки Стрыпа,
выше по течению на расстоянии в 1,5 км расположено село Красная,
ниже по течению на расстоянии в 7 км расположено село Тауров,
на противоположном берегу — село Глинная.
На расстоянии в 1 км расположено село Великая Плавуча.

## Объекты социальной сферы
- Клуб.
- Фельдшерско-акушерский пункт.